# عمارة الحاج لخضر 2
عمارة الحاج لخضر 2 مسلسل تلفزيوني جزائري ذو طابع كوميدي.

## بطاقة تقنية
- سيناريو : لخضر بوخرص ومحمد ناصر تايب
- مدير التصوير : احمد مسعد
- أغنية الجنيريك : الشاب رضا الوهراني
- إخراج : محمود زموري
- المنتج المنفذ : studio lak

## الممثلون
- لخضر بوخرص الحاج لخضر
- هشام مصباح لطفي
- مراد شعبان سفيان
- أنيسة زروفي نسرين
- ليندة سلام حنان
- كمال بوعكاز سعيد
- عمر ثايري عمار
- احمد بن بوزيد تواتي
- ليندة ياسمين الصحافية
- ياسين بن جملين الأستاذ
- جمال بوناب سماتي
- فريدة كريم أم الأستاذ
- بختة بن ويس خيرة
- أمين عبدالي لمين
- عزالدين بورغدة عزالدين
- صالح تيرة شرطي
- بوعلام بليلي
- أبو جمال المريض
- نورالدين علان المغني
- ضيوف الشرف :
- لخضر بلومي لاعب
- زوبير باشي لاعب
- عمر بتروني لاعب
- علي بن شيخ لاعب
- عتيقة طوبال السحارة
- عزيز دقة السحار
- كمال قادري
- مدني مسلم حكم المباراة
- طارق لعزيزي المدرب
- محمد طالبي رئيس الرابطة